# Lány (district de Chrudim)
Pour les articles homonymes, voir Lány.
Lány (en allemand : Laan) est une commune du district de Chrudim, dans la région de Pardubice, en République tchèque. Sa population s'élevait à 283 habitants en 2022.

## Géographie
Lany se trouve à 5 km à l'ouest du centre de Chrudim, à 11 km au sud-sud-ouest de Pardubice et à 94 km à l'est-sud-est de Prague.
La commune est limitée par Bylany au nord, par Chrudim au nord-est, par Sobětuchy à l'est, par Stolany et Morašice au sud, et par Heřmanův Městec à l'ouest.

## Histoire
La première mention écrite de la localité date de 1388.

## Administration
La commune se compose de deux sections :
- Kozojedy
- Lány

## Transports
Par la route, Lány se trouve à 6 km de Chrudim, à 13 km de Pardubice et à 118 km de Prague. 